# Rhodostrophia dissoluta
Rhodostrophia dissoluta là một loài bướm đêm trong họ Geometridae.